# Nederländernas Grand Prix 1962
Nederländernas Grand Prix 1962 var det första av nio lopp ingående i formel 1-VM 1962. 

## Resultat
1. Graham Hill, BRM, 9 poäng
2. Trevor Taylor, Lotus-Climax, 6
3. Phil Hill, Ferrari, 4
4. Giancarlo Baghetti, Ferrari, 3
5. Tony Maggs, Cooper-Climax, 2
6. Carel Godin de Beaufort, Ecurie Maarsbergen (Porsche), 1
7. Joakim Bonnier, Porsche
8. Jackie Lewis, Ecurie Galloise (Cooper-Climax)
9. Jim Clark, Lotus-Climax

### Förare som bröt loppet
- Ricardo Rodriguez, Ferrari (varv 73, olycka)
- Richie Ginther, BRM (71, olycka)
- Innes Ireland, BRP (Lotus-Climax) (61, olycka)
- Masten Gregory, BRP (Lotus-Climax) (54, bakaxel)
- Wolfgang Seidel, Ecurie Maarsbergen (Emeryson-Climax) (52, för få varv)
- Dan Gurney, Porsche (47, växellåda)
- Bruce McLaren, Cooper-Climax (21, växellåda)
- Roy Salvadori, Reg Parnell (Lola-Climax) (12, drog sig tillbaka)
- John Surtees, Reg Parnell (Lola-Climax) (8, olycka)
- Jack Brabham, Brabham (Lotus-Climax) (4, olycka)
- Ben Pon, Ecurie Maarsbergen (Porsche) (2, olycka)

## Bildgalleri

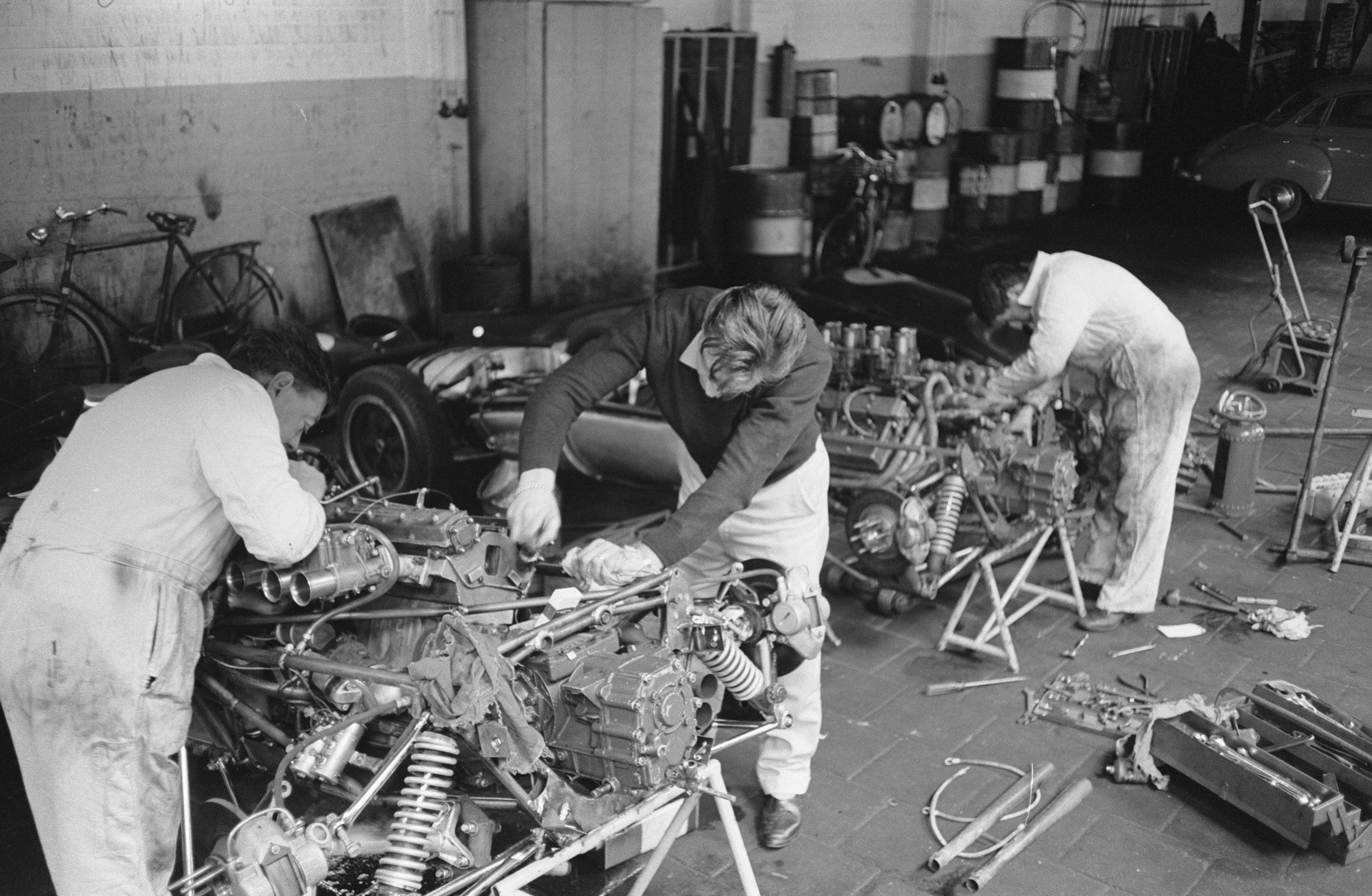
Mekaniker hos UDT Laystall Racing jobbar med bilarna i depågaraget.
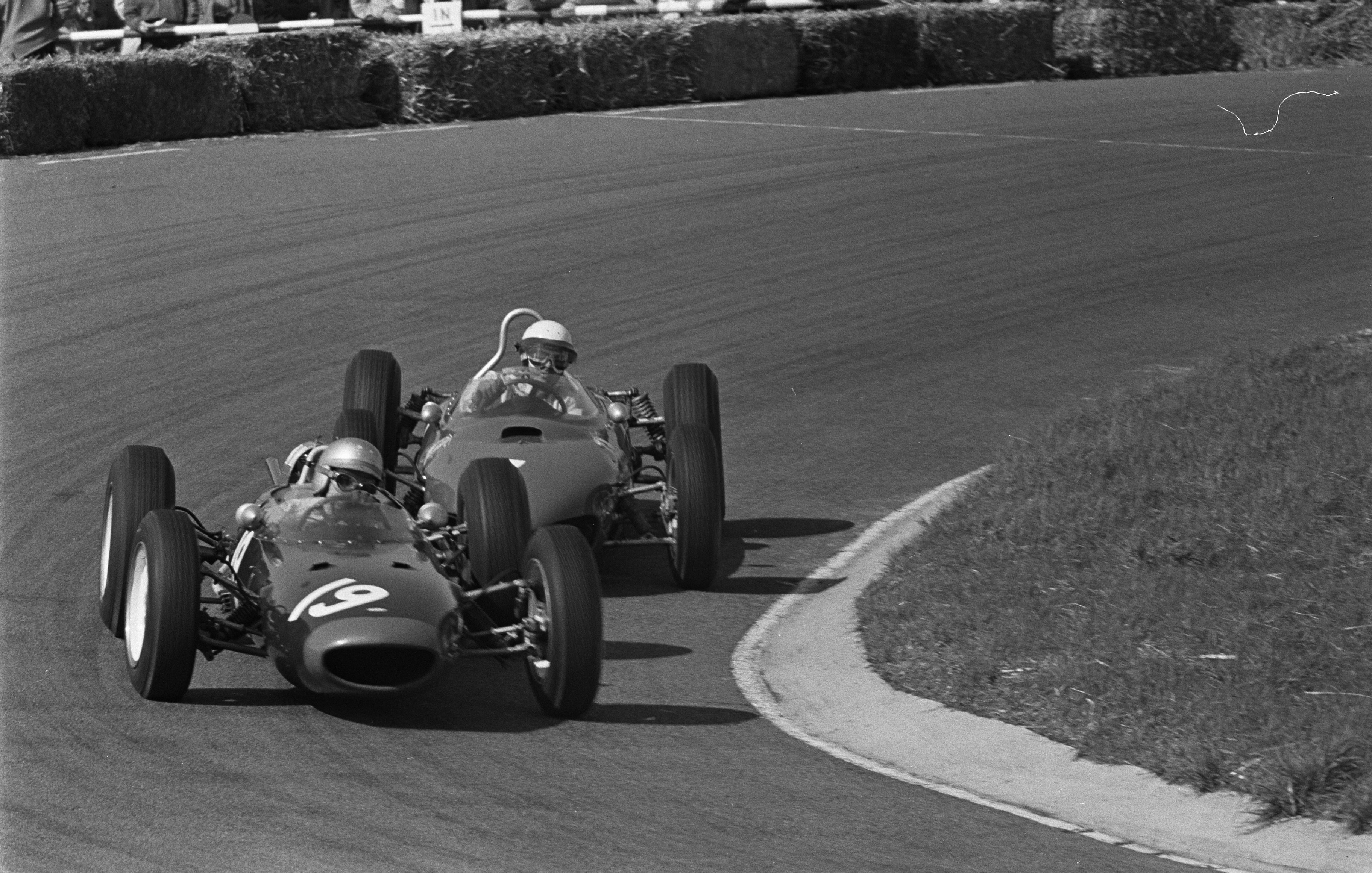
John Surtees, som startade från Pole posision, ledde i inledningen av loppet men tvingades bryta på varv 8 efter en kollision.
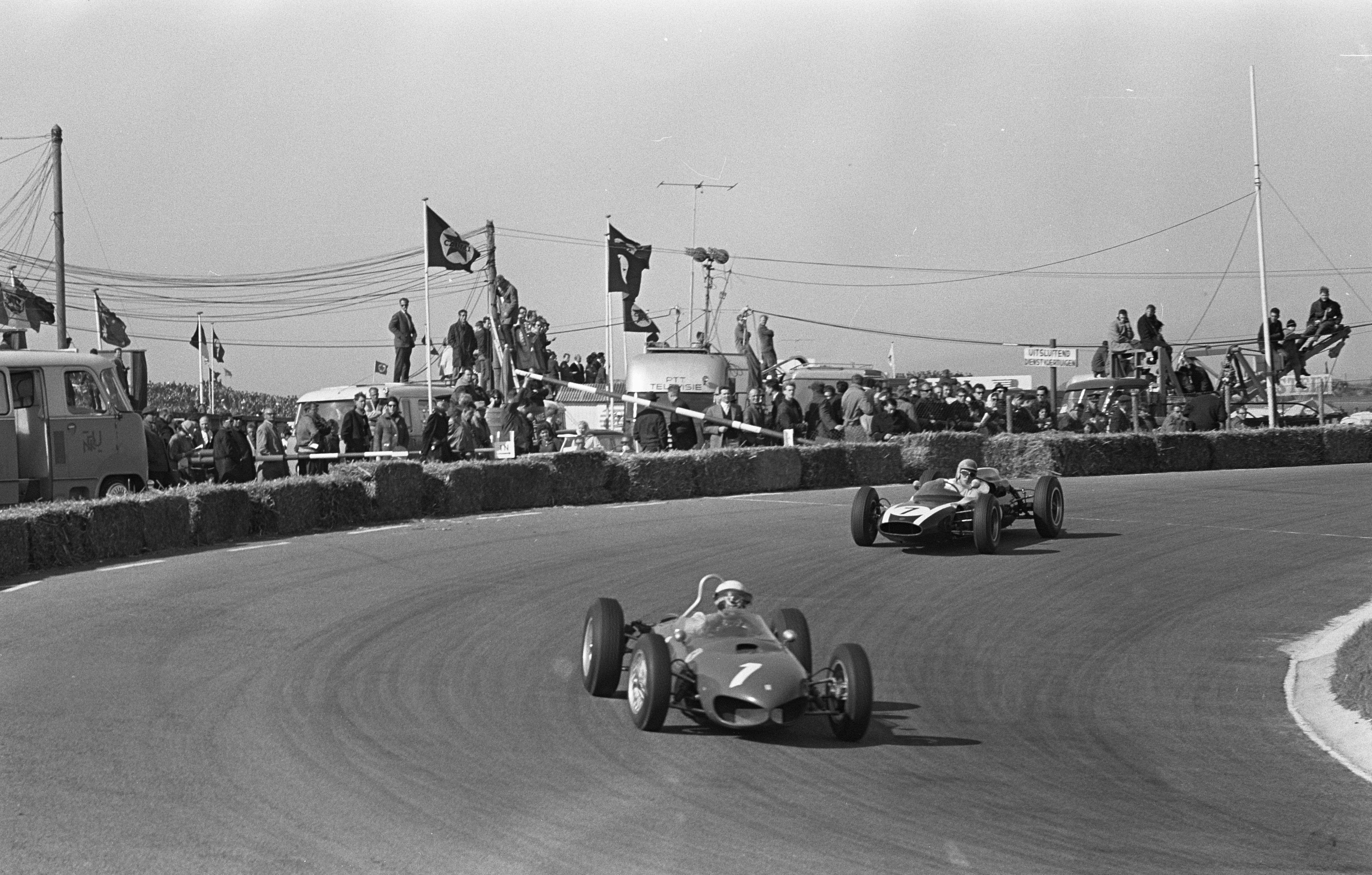
Phil Hill i en Ferrari följd av Tony Maggs i en Cooper-Climax.
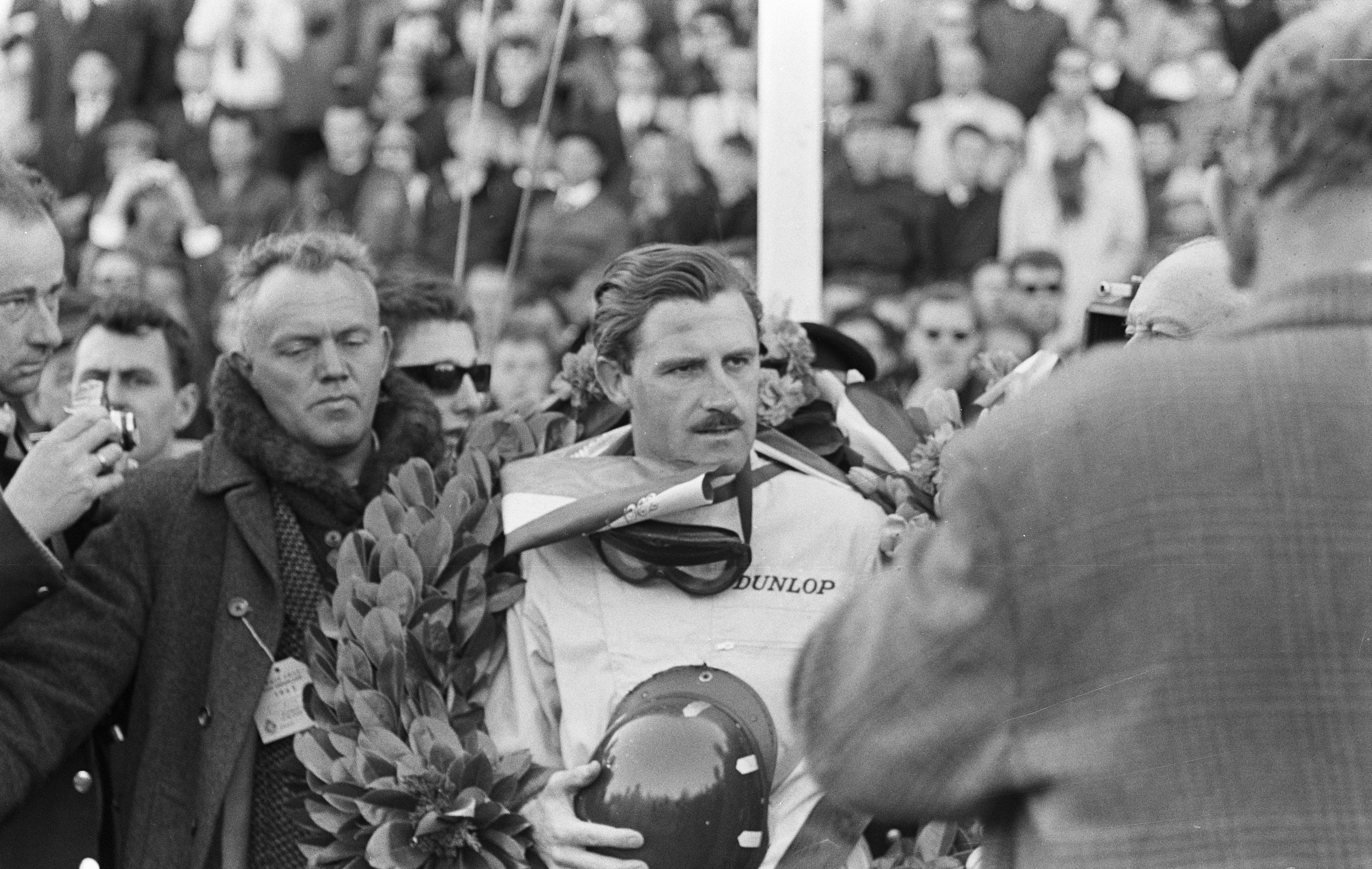
Vinnaren, Graham Hill med segerkransen.